# Corail
Corail (em crioulo, Koray), é uma comuna do Haiti, situada no departamento do Grande Enseada e no arrondissement de Corail.
De acordo com o censo de 2003, sua população total é de 22.021 habitantes.